# 1963 ve fotografii
Tento článek popisuje významné události roku 1963 ve fotografii.

## Události
- Dne 19. června vznikla tvůrčí fotografická skupina Fotos, výběrové sdružení fotoamatérů z Českých Budějovic a okolí. Svoji činnost ukončila po padesátiletém působení v roce 2014.

## Velké výstavy
- Jacques Henri Lartigue, The Photographs of Jacques Henri Lartigue, rétrospective conçue par John Szarkowski, première exposition consacrée à son œuvre photographique, Museum of Modern Art (MoMA), New York

## Ocenění
- World Press Photo – Malcolm W. Browne
- Prix Niépce – Jean Suquet
- Prix Nadar – Gilles Ehrmann
- Zlatá medaile Roberta Capy – Larry Burrows, Life, barevné fotografie z války ve Vietnamu
- Cena za kulturu Německé fotografické společnosti – Edith Weyde
- Pulitzer Prize for Photography – Héctor Rondón Lovera, La República (Caracas, Venezuela), za pozoruhodný snímek kněze, jak drží zraněného vojáka během venezuelského povstání v roce 1962 Pomoc od kněze (Aid From The Padre); fotografie byla distribuována společností Associated Press (fotografie).

## Narození v roce 1963

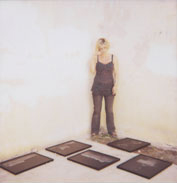
V tomto roce se narodila francouzsko španělská fotografka Flore

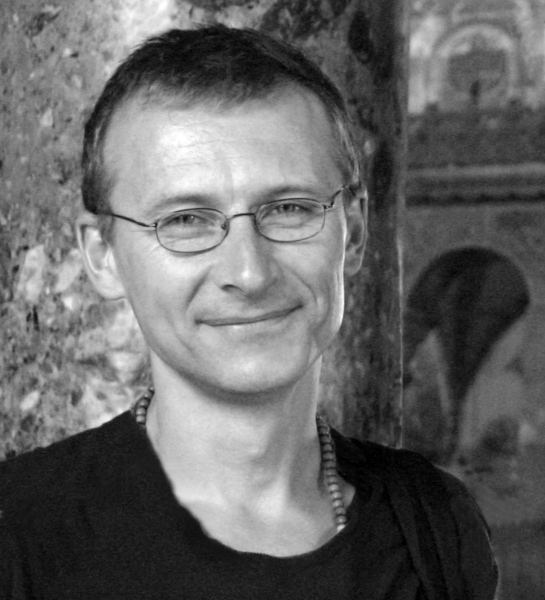
Dne 17. dubna se narodil Michal Macků, český fotograf známý svojí technikou geláží, kterou aplikuje na „portréty těla“

- 2. ledna – Anna-Lena Ahlströmová, švédská portrétní fotografka, dříve pracovala v hudebním průmyslu
- 24. ledna – Claude Iverné, francouzský dokumentární fotograf a spisovatel
- 24. ledna – Simon Norfolk, britský fotograf architektury a krajiny nigerijského původu
- 30. března – Lucie Svobodová, česká výtvarnice, vizuální umělkyně a průkopnice umění nových médií
- 1. dubna – Gabriela Fárová, česká fotografka
- 8. dubna – Christine Istadová, norská vizuální umělkyně, známá svými multimediálními díly, kde se fotografie a video promítají současně, umění kombinuje také s hudbou a hlasem
- 15. dubna – Jan Šibík, český fotograf
- 16. dubna – Desiree Dolron, nizozemský fotograf
- 17. dubna – Michal Macků, český fotograf známý svojí technikou geláží, kterou aplikuje na „portréty těla“, později vytváří skleněné geláže v prostoru
- 20. dubna – Patrick Cariou, francouzský fotograf
- 28. dubna – Heli Rekula, finská fotografka
- 23. května – Frank Breuer, německý fotograf
- 20. června – Viel Bjerkesetová Andersenová, norská umělkyně známá svými venkovními instalacemi a fotografiemi, které se týkají zejména veřejných budov a staveb
- 28. června – Pierre Gonnord, francouzský portrétní fotograf působící ve Francii a Španělsku († 21. dubna 2024)
- 3. července – Tracey Eminová, britská vizuální a multimediální umělkyně s tureckými kořeny známá svými autobiografickými a provokativními uměleckými díly.
- 6. července – Gilles Pandel, švýcarský fotograf
- 17. července – Mikkel McAlinden, norský fotograf
- 19. července – Šimon Caban, scénograf, choreograf, fotograf a režisér
- 23. srpna – Flore, francouzsko španělská fotografka
- 4. října – Petra Růžičková, česká fotografka, výtvarnice, ilustrátorka a básnířka († 10. ledna 2021)
- 25. října – Milena Dopitová, česká výtvarnice žijící v Praze, fotografka, sochařka, konceptuální a multimediální umělkyně
- 30. října – Roman Sejkot, český umělec a fotograf, který se specializuje na fotografii tance, divadelních představení a výtvarné akty
- 3. listopadu – May-Irene Aasenová, norská vizuální umělkyně a hudebnice
- 6. listopadu – Paul Lowe, britský fotoreportér, pedagog, spisovatel a kritik, dokumentoval pád Berlínské zdi, rumunskou revoluci, propuštění Nelsona Mandely z vězení, jugoslávské války a zničení Grozného († 12. října 2024)
- 10. listopadu – Elisabeth G. Berge, norská umělkyně, která pracuje s fotografií, videem a instalacemi
- 2. prosince – Antonín Tesař, český fotograf
- 22. prosince – Else Marie Bergem Hagenová, norská malířka a fotografka
- ? – Charlotte Haslund-Christensenová, dánská fotografka a vizuální umělkyně, absolventka dánské fotografické školy Fatamorgana a Mezinárodního centra fotografie v New Yorku
- ? – Dorte Vernerová, dánská ekonomka a fotografka. Zkoumá problémy s potravinami v Africe, Latinské Americe a dalších regionech a navrhuje řešení. Vyhrála Grand Prize and Excellence Award na International Photography Awards.
- ? – Hana Fábry, slovenská politická a občanská aktivistka, publicistka, novinářka, politická glosátorka a fotografka
- ? – Femi Odugbemi, nigerijský spisovatel, filmař, fotograf, televizní producent
- ? – Taidži Macue, japonský profesionální fotograf
- ? – Claus Bjørn Larsen, dánský fotograf
- ? – Calvin Dondo, zimbabwský fotograf
- ? – Chayan Khoï, íránský fotograf
- ? – Klavdij Sluban, francouzsko slovinský fotograf
- ? – Jessica Craig-Martin, americká fotografka
- ? – Chris Jordan, americký umělec a fotograf
- ? – Thomas Sayers Ellis, americký básník, fotograf, hudebník, kapelník a učitel (5. října 1963 – 17. července 2025)

## Úmrtí v roce 1963
- 4. března – Édouard Belin, švýcarský fotograf a vynálezce (* 5. března 1876)
- 16. března – Laura Adams Armerová, americká umělkyně, fotografka a spisovatelka (* 12. ledna 1874)
- 21. dubna – Harry K. Šigeta, japonsko-americký fotograf (* 5. července 1877)
- 27. dubna – Fred R. Archer, americký fotograf, spolupracoval s Anselem Adamsem na zonálním systému; portrétoval hollywoodské filmové hvězdy (* 3. prosince 1889)
- 2. května – Ernst Wandersleb, německý fyzik, fotograf, vzduchoplavec a horolezec (* 12. dubna 1879)
- 13. května – Georg Pahl, německý novinářský fotograf (* 20. října 1900)
- 29. května – Erik Holmén, švédský fotograf (* 14. února 1893)
- 13. července – Martin Munkácsi, novinářský fotograf (* 18. května 1896)
- 11. srpna – Julie Jirečková, česká malířka a fotografka (* 21. ledna 1878)
- 26. srpna – Charles Ravn, norský fotograf (* 23. března 1889)
- 30. října – Madame d’Ora, rakouská fotografka (* 20. března 1881)
- 28. listopadu – Waldemar Eide, norský fotograf (* 23. května 1886)
- ? – Armand, arménský fotograf se sídlem v Egyptě (* 1901)
- ? – Margaret Hallová, americká dobrovolnice pracující pro Červený kříž během první světové války a dokumentární fotografka, která pořizovala snímky konfliktu (* 1876)
- ? – Kaja Larsenová, norská fotografka, převážně portréty, ale i reportážní fotografie, fotografovala mnoho obyvatel Sámského původu (* 20. července 1888 – 6. července 1963)
- ? – Jiří Jeníček, český fotograf a filmař, autor teoretických textů z obou oblastí (* 8. března 1895 – 22. února 1963)